# Dilfirib Kadınefendi
Dilfirib Kadınefendi (1890? Istanbul – 1952 Istanbul) byla pátá manželka osmanského sultána Mehmeda V.

## Životopis
Narodila se v Istanbulu okolo roku 1890 do rodiny Čerkesů. Ve velmi nízkém věku byla darována jako služebná do paláce, kde dostala soukromou výchovu a vzdělání. Byla velmi dobře vychovaná a zajímala se o historii. Během její služby si jí povšiml sultán Mehmed a oženil se s ní v roce 1907 v paláci Veliahd. V roce 1916 získala medaili Nişanınıho ihsana.
Po smrti Mehmeda v roce 1918 zůstala nějakou dobu v paláci a později se přestěhovala do vily v Erenköy. Znovu se provdala, tentokrát za doktora, se kterým měla syna. Po dlouhé době strávené v jejím sídle ve Vaniköy zemřela v Istanbulu roku 1952 a je zde i pohřbena.

## Tituly
- 27. dubna 1909 – 17. října 1909:

Devletlu Baş İkbâl Dilfirib Hanımefendi Hazretleri (Její výsost první oceněná hlavní konkubína Dilfirib)
- 17. října 1909 – 3. července 1918

Devletlu İsmetlu Dilfirib Dördüncü Kadınefendi Hazretleri (Její výsost čtvrtá hlavní konkubína Dilfirib)